# وال ونیس
وال ونیس (انگلیسی: Val Venis؛ زادهٔ ۶ مارس ۱۹۷۱) کشتی‌گیر کشتی حرفه‌ای، و بازیگر سینما اهل کانادا است.